# Роберт Кейтсбі

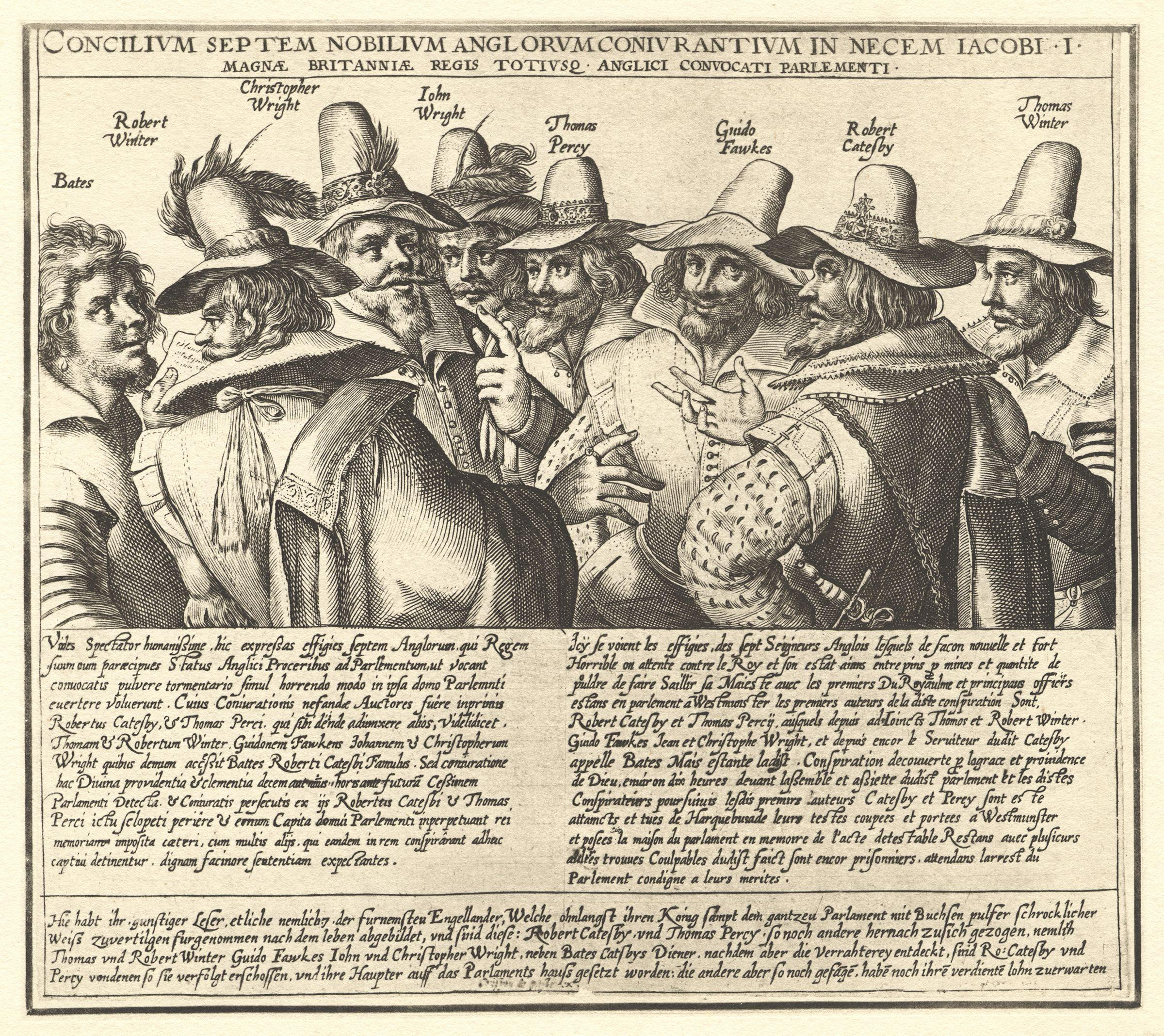
Порохова змова

Роберт Кейтсбі (1573 — 8 листопада 1605 року) — лідер групи провінційних католиків, які планували провальну Порохову змову 1605 року.

## Біографія
Народившись, швидше за все, у Ворікширі, Кейтсбі вчився у сусідньому Оксфорді. Його родина була відомими нонконформістами-католиками, тому, мабуть, щоб уникнути присяги вищості, він залишив коледж, перш ніж прийняти свою ступінь. У 1593 році Кейтсбі одружився з протестанткою та став батьком двох дітей, один з яких вижив і був хрещений у протестанській церкві, але у 1598 році, після смерті свого батька та матері, він, можливо, повернувся у католицизм. У 1601 році він узяв участь у повстанні Ессекса, але був спійманий і оштрафований, після чого продав свій маєток у Частльтоні. Протестант Яків І, який став королем Англії у 1603 році, був менш терпимий до католицизму, чим сподівалися його прихильники. Тому Кейтсбі планував вбити його, піднявши в повітря Палату лордів за допомогою пороху, що стало б прелюдією до народного повстання, у ході якого католицький монарх був би відновлений на англійському престолі. На початку 1604 року він почав заохочувати інших католиків у свою справу, у тому числі Томаса Вінтура, Джона Райта, Томаса Персі і Гая Фокса. Описуваний згодом як харизматичний і впливовий чоловік, а також релігійний фанатик, протягом наступних місяців він навернув ще вісім учасників до змови, що її здійснення було заплановано на 5 листопада 1605 року. Анонімні листи Вільяма Паркера, 4-го барона Монтегю, попередили владу, і напередодні запланованого вибуху під час обшуку в парламенті Фокс був знайдений охороняючим бочки з порохом. Новини про його арешт змусили інших змовників покинути Лондон, попередивши Кейтсбі по дорозі. З групою прихильників, що зменшилася, Кейтсбі сховався в будинку Холбіч у Стаффордширі, де знаходились в осаді загону з 200 озброєних людей. Він був застрелений, а пізніше знайдений мертвим, зтискаючи у руці ікону з зображенням Діви Марії. У повчання іншим його тіло було викопано після похорону, а голову виставлено на вулиці поруч зі спорудою парламенту.